# Волков, Сергей Александрович (космонавт)
Сергей Александрович Волков (род. 1 апреля 1973, Чугуев, Харьковская область, Украинская ССР, СССР) — российский космонавт. Герой России (2009). Лётчик-космонавт Российской Федерации (2009).
Сын космонавта, Героя Советского Союза Александра Александровича Волкова. Первый в мире космонавт во втором поколении. Порядковый номер 475 в мире и 101 в России.
В феврале 2017 года покинул отряд космонавтов.

## Образование
В 1990 году Сергей Волков окончил среднюю школу в Звёздном городке.
В 1995 году окончил Тамбовское высшее военное авиационное училище лётчиков имени М. М. Расковой.

## Служба в ВВС
С 5 марта 1996 года — лётчик, с 30 апреля 1996 года — старший лётчик, помощник командира корабля Ил-76 авиационной эскадрильи управления и ретрансляции 353-го авиаполка особого назначения 8-й авиационной дивизии особого назначения, аэропорт Чкаловский Московской области. Освоил самолёты Л-29, Л-39, Ту-134, Ил-22, Ил-18, имеет налёт более 500 часов. Военный лётчик 3-го класса.

## Служба в отряде космонавтов

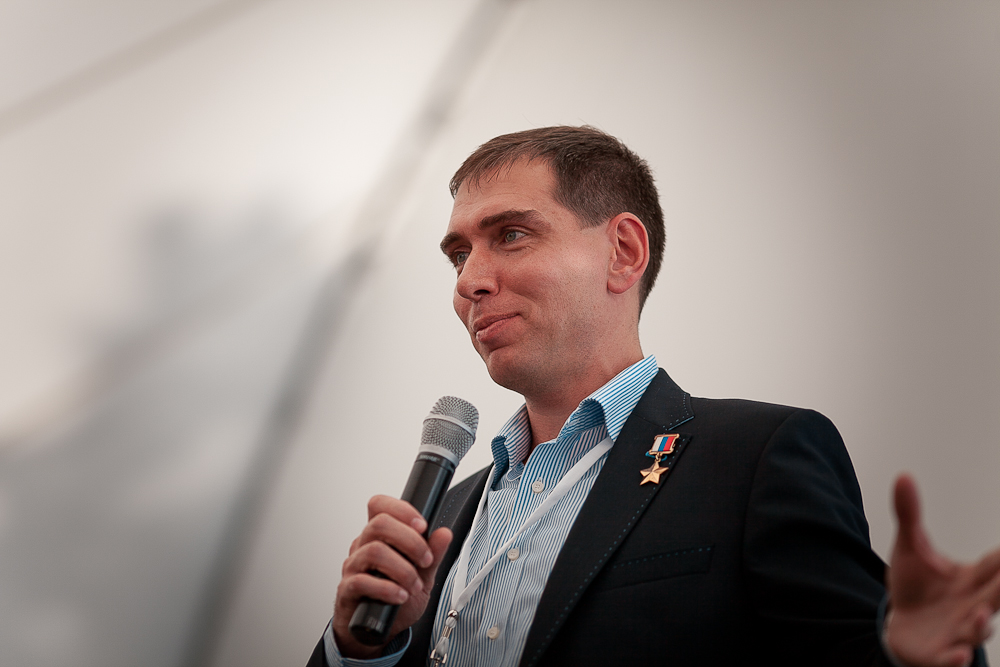
Сергей Волков в августе 2013

28 июля 1997 года — зачислен кандидатом в отряд космонавтов РГНИИ ЦПК им. Ю. А. Гагарина (12-й набор в отряд ЦПК ВВС).
В ноябре 1999 года окончил двухгодичный курс подготовки космонавтов, ему была присвоена квалификация — космонавт-испытатель.
С 5 января 2000 по июль 2001 года — проходил подготовку по программе полётов на МКС в составе группы космонавтов. С сентября 2001 по февраль 2003 года проходил подготовку в качестве командира корабля «Союз ТМА». Сергей Волков был дублёром первого космонавта Бразилии Маркоса Понтеса, который совершил космический полёт на корабле «Союз ТМА-8» с 30 марта по 8 апреля 2006 года.
Предварительное решение о назначении Сергея Волкова командиром 17-й долговременной экспедиции МКС было принято в августе 2006 года совместно Роскосмосом и НАСА.
6 ноября 2007 года Сергей Волков был утверждён командиром корабля «Союз ТМА-12» и 17-й экспедиции МКС. В состав экипажа «Союза ТМА-12» были включены Олег Кононенко и первый космонавт из Южной Кореи Ко Сан. 10 марта 2008 года вместо Ко Сана в экипаж была назначена Ли Со Ён (Йи Сойон).
8 апреля 2008 года экспедиция стартовала на корабле «Союз ТМА-12», а 10 апреля корабль «Союз ТМА-12» пристыковался к Международной космической станции. Во время полёта совершил два выхода в открытый космос: 10 и 15 июля 2008 года продолжительностью 6 часов 18 минут и 5 часов 54 минуты соответственно.
24 октября 2008 года корабль «Союз ТМА-12» отстыковался от МКС. Спускаемый аппарат корабля совершил посадку на территории Казахстана, в 89 км севернее г. Аркалык. Особенностью 17-й экспедиции на МКС стало то, что впервые оба российских космонавта в её составе были новичками в космосе. Ранее такое бывало только в самых первых групповых полётах в 1960-х годах.
Приказом Главнокомандующего ВВС от 30 января 2009 года был назначен на должность инструктора-космонавта-испытателя отряда космонавтов РГНИИ ЦПК.
С 1 августа 2009 года был переведён из упразднённого отряда космонавтов РГНИИ ЦПК в отряд космонавтов ФГБУ ЦПК.
С июня по ноябрь 2011 года Сергей Волков был в составе долгосрочных экипажей МКС-28 и МКС-29, он вместе с Майклом Фоссумом и Сатоси Фурукавой был доставлен на станцию и затем обратно на Землю космическим кораблём «Союз ТМА-02М». За время полёта он совершил один выход в открытый космос.
Третий полёт. Стартовал 2 сентября 2015 года на корабле Союз ТМА-18М в качестве командира экипажа, бортинженеры корабля — первый астронавт Дании А. Могенсен и первый космонавт Республики Казахстан А. Аимбетов. Стыковка с МКС состоялась 4 сентября. Бортинженеры Могенсен и Аимбетов вернулись на Землю на космическом корабле Союз ТМА-16М, командиром которого был космонавт Г. И. Падалка, тогда как С. А. Волков остался на МКС и при посадке на том же корабле Союз ТМА-18М в его экипаж входили бортинженеры Михаил Корниенко и Скотт Келли, прибывшие на МКС ранее (на Союзе ТМА-16М) и закончившие долговременную миссию. Отстыковка от МКС произошла 2 марта 2016 года, спускаемый аппарат приземлился в казахстанской степи в 153 км юго-восточнее города Джезказган в 04:25:27 UTC (07:25:27 по московскому времени) через 3 часа 23 минуты после отстыковки. Длительность полёта командира Волкова составила 181 сут. 23 ч 47 мин 44 с.
Статистика
| # | Стартовый корабль | Старт, UTC        | Экспедиция              | Корабль посадки | Посадка, UTC      | Налёт                       | Выходы в открытый космос | Время в открытом космосе |
| - | ----------------- | ----------------- | ----------------------- | --------------- | ----------------- | --------------------------- | ------------------------ | ------------------------ |
| 1 | Союз ТМА-12       | 08.04.2008, 11:16 | Союз ТМА-12, МКС-17     | Союз ТМА-12     | 24.10.2008, 03:36 | 198 суток 16 часов 20 минут | 2                        | 12 часов 12 минут        |
| 2 | Союз ТМА-02М      | 07.06.2011, 20:12 | Союз ТМА-02М, МКС-28/29 | Союз ТМА-02М    | 22.11.2011, 02:24 | 167 суток 06 часов 12 минут | 1                        | 06 часов 23 минуты       |
| 3 | Союз ТМА-18М      | 02.09.2015, 04:37 | Союз ТМА-18М, МКС-45/46 | Союз ТМА-18М    | 02.03.2016, 04:25 | 181 сутки 23 часа 48 минут  | 1                        | 04 часа 45 минут         |
|   |                   |                   |                         |                 |                   | 547 суток 22 часа 20 минут  | 4                        | 23 часа 20 минут         |

В феврале 2017 года принял решение покинуть отряд космонавтов по собственному желанию. 13 марта 2017 года приказом начальника ЦПК назначен на должность ведущего специалиста отряда космонавтов ЦПК.

## Награды
- За мужество и героизм в ходе космического полёта указом Президента Российской Федерации Д. А. Медведева от 5 февраля 2009 года С. А. Волкову присвоены звания Герой Российской Федерации и Лётчик-космонавт Российской Федерации.
- Орден «За заслуги перед Отечеством» III степени (12 июля 2017 года) — за мужество и высокий профессионализм, проявленные при осуществлении длительного космического полета на Международной космической станции[3]
- Орден «За заслуги перед Отечеством» IV степени (2 февраля 2013 года) — за мужество и высокий профессионализм, проявленные при осуществлении космического полёта на Международной космической станции[4]
- Медаль «За заслуги в освоении космоса» (12 апреля 2011 года) — за большие заслуги в области исследования, освоения и использования космического пространства, многолетнюю добросовестную работу, активную общественную деятельность[5].
- Медаль Министерства обороны Российской Федерации «За воинскую доблесть» I и II степени[6].
- Медаль Министерства обороны Российской Федерации «За отличие в военной службе» I, II и III степени[6].
- Медаль Министерства обороны Российской Федерации «За службу в Военно-воздушных силах»[6].
- Медаль Министерства обороны Российской Федерации «За укрепление боевого содружества»[6].
- Награды Роскосмоса: Знак Королёва, Знак Гагарина[6].
- Медаль Алексея Леонова (Кемеровская область, 2015) — за четыре совершённых выхода в открытый космос[7].
- Знак губернатора Московской области «За ратную службу»[6].
- Медаль «За космический полёт» (НАСА)[6].
- Медаль за выдающуюся общественную службу (НАСА)[6].
- Орден Достык 2 степени (Казахстан, 2015)[8]

## Воинские звания
- Лейтенант (21.10.1995).
- Старший лейтенант (22.10.1996).
- Капитан (29.10.1998).
- Майор (дата не установлена).
- Подполковник (16.12.2004).
- Полковник (октябрь 2009)

## Классность
- Военный лётчик 3-го класса (1995)
- Инструктор парашютно-десантной подготовки.
- Офицер-водолаз.